# Década de 1960

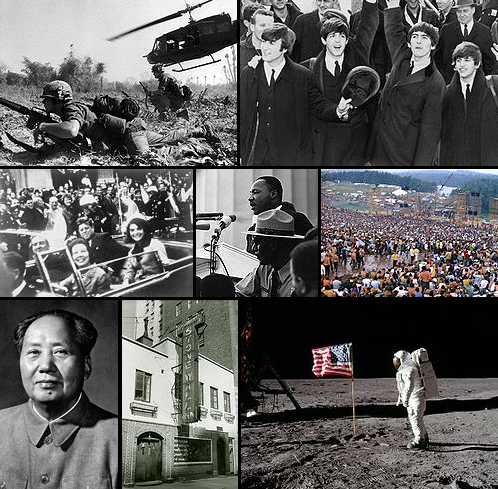
No sentido horário, a partir do canto superior esquerdo: soldados dos Estados Unidos durante a Guerra do Vietnã; os Beatles lideraram a invasão britânica do mercado musical dos Estados Unidos; meio milhão de pessoas participam do Festival de Woodstock de 1969; Neil Armstrong e Buzz Aldrin caminham na Lua durante a Corrida Espacial da época da Guerra Fria; o Stonewall Inn; Mao Zedong da China inicia o plano Grande Salto Adiante que falha e traz fome em massa na qual 15 a 55 milhões de pessoas morreram em 1961, e em 1966, Mao inicia a Revolução Cultural, que expurgou práticas e ideias tradicionais chinesas; John F. Kennedy é assassinado em 1963, depois de servir como presidente por três anos; Martin Luther King Jr. faz seu famoso discurso "Eu tenho um sonho" para uma multidão de 250 000 pessoas

Conforme padronização da norma internacional para representação de data e hora da Organização Internacional de Padronização (ISO), a década de 1960, também referida como década de 60 ou ainda anos 60, compreende o período de tempo entre 1 de janeiro de 1960 e 31 de dezembro de 1969.

## Visão geral
Vários países ocidentais deram uma guinada à esquerda no início da década, com a vitória de John F. Kennedy nas eleições de 1960 nos Estados Unidos, da coalizão de centro-esquerda na Itália em 1963 e dos trabalhistas no Reino Unido em 1964. No Brasil, João Goulart virou o primeiro presidente trabalhista com a renúncia de Jânio Quadros.
A década de 1960 representou, no início, a realização de projetos culturais e ideológicos alternativos lançados na década de 50. Os anos 50 foram marcados por uma crise no moralismo rígido da sociedade, expressão remanescente do Sonho Americano que não conseguia mais empolgar a juventude Americana. A segunda metade dos anos 50 já prenunciava os anos 60: a literatura beat de Jack Kerouac, o rock de garagem à margem dos grandes astros do rock (e que resultaria na surf music) e os movimentos de cinema e de teatro de vanguarda, inclusive no Brasil.
A década de 1960 pode ser dividida em duas etapas. A primeira, de 1960 a 1965, marcada por um sabor de inocência e até de lirismo nas manifestações socioculturais, e no âmbito da política é evidente o idealismo e o entusiasmo no espírito de luta do povo. A segunda, de 1966 a 1968 (porque 1969 já apresenta o estado de espírito que definiria os anos 70), em um tom mais ácido, revela as experiências com drogas, a perda da inocência, a revolução sexual e os protestos juvenis contra a ameaça de endurecimento dos governos. É ilustrativo que os Beatles, banda que existiu durante toda a década de 60, tenha trocado as doces melodias de seus primeiros discos pela excentricidade psicodélica, incluindo orquestras, letras surreais e guitarras distorcidas. "I want to hold your hand" é o espírito da primeira metade dos anos 60. "A day in the life", o espírito da segunda metade.
Nesta época teve início uma grande revolução comportamental como a Segunda Onda do feminismo que atingiu os Estados Unidos e os movimentos civis em favor dos negros e homossexuais. O Papa João XXIII abre o Concílio Vaticano II e revoluciona a Igreja Católica. Surgem movimentos de comportamento como os hippies, com seus protestos contrários à Guerra Fria e à Guerra do Vietnã e o racionalismo. Esse movimento foi também a chamado de contracultura. Ocorre também a Revolução Cubana na América Latina, levando Fidel Castro ao poder. Tem início também a descolonização da África e do Caribe, com a gradual independência das antigas colônias.
No entanto esta década começou já com uma grande prosperidade dos países ricos. Por exemplo com a explosão do consumo, 90% dos americanos tinham televisão em 1960 e uma em cada 3 famílias inglesas tinha automóvel em 1959.

## Arquitetura
O movimento googie (também conhecido como populuxe ou Doo-Wop), influenciado pela cultura automobilística e nas eras espacial e atômica continua sendo um estilo arquitetônico popular. Entre as características do googie estão tetos elevados e curvilíneos, figuras geométricas e o uso arrojado de vidro, aço e neon. Assim como ocorreu com o estilo Art Deco das décadas de 1920, 1930 e 1940, o Googie tornou-se cada vez mais desvalorizado com o passar do tempo, e muitas construções feitas neste estilo foram demolidas.

## Ciência e Tecnologia
- No início dos anos 1960, ninguém sabia ao certo as condições básicas da superfície de Vênus. Carl Sagan investigou as ondas de rádio de Vênus e concluiu que o planeta havia uma temperatura superficial de 500 °C.
- Tem início o uso da informática para fins comerciais, embora ainda não de forma massificada
- Em 1964 a IBM lança o circuito integrado, ou chip
- Surge a Arpanet, que se tornaria o embrião da Internet
- Os soviéticos enviam o primeiro homem ao espaço (Iuri Gagarin) em 1961.
- Os soviéticos enviam um robô para a Lua (1966).
- Neil Armstrong é o primeiro homem a pisar na Lua, em 1969.
- Também em 1969, uma sonda dos Estados Unidos alcançou Marte e, meses depois, a URSS descia um robô em Vênus.

## Cultura
- A cultura foi impulsionada e espelhada, na década anterior, de 50, na qual o mundo todo encontrava-se em mudança cultural nos mais variados grupos sociais.

### Música

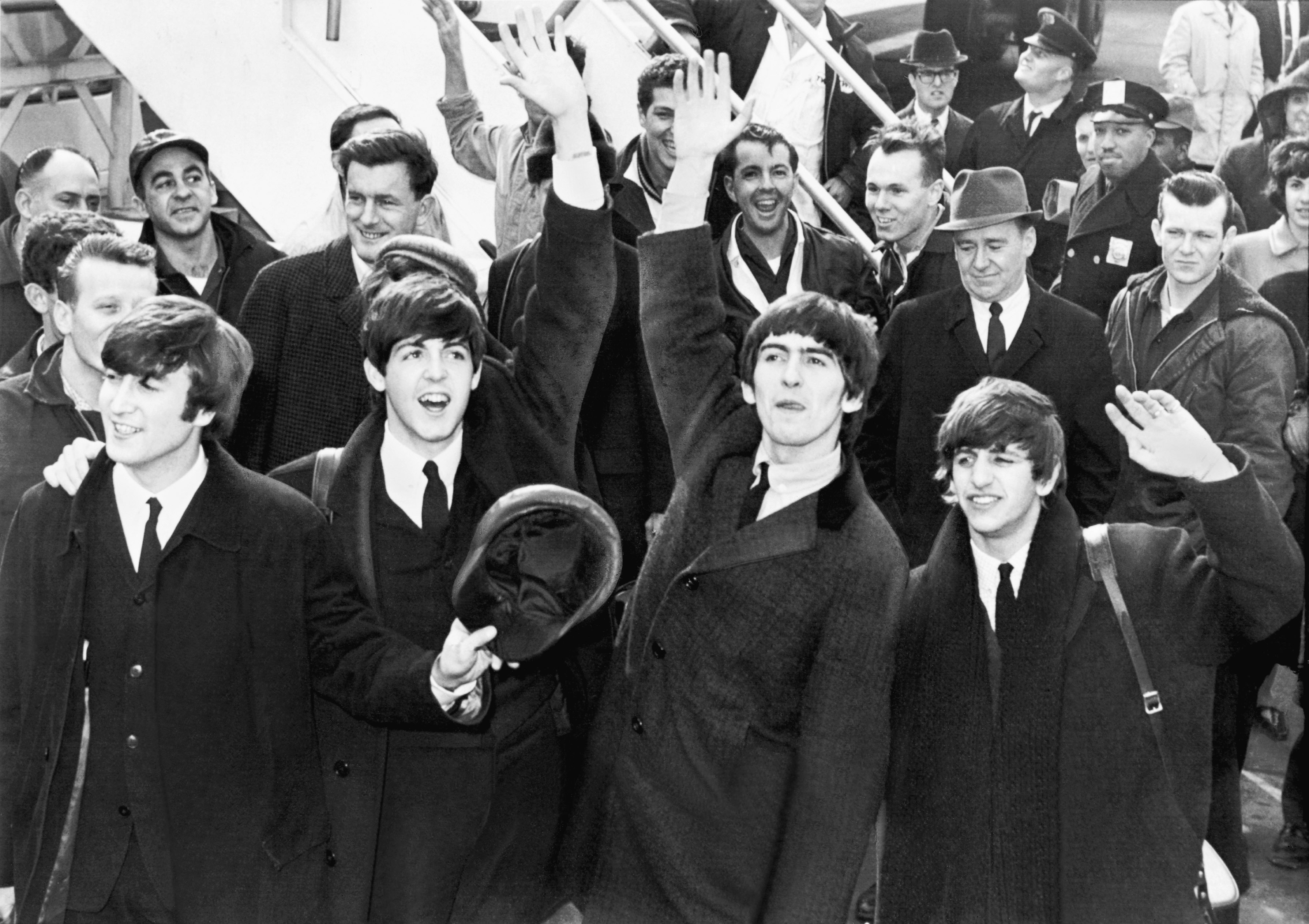
Os Beatles desembarcando no Aeroporto JFK em Nova Iorque

- Os Beatles comandam a Invasão Britânica, ou British Invasion, no rock, seguidos por The Rolling Stones, The Who, The Kinks e vários outros.
- Surge a música de protesto, com Bob Dylan, Joan Baez, Peter, Paul and Mary, entre outros, já nos primeiros anos da década.
- O Rock and Roll ganha crescente popularidade no mundo, associando-se ao final da década à rebeldia política.
- No início da década o rock recebeu no Brasil o nome de iê-iê-iê, uma livre tradução do refrão da música She Loves You, dos Beatles: "She Loves You, Yeah, Yeah, Yeah!".
- Na música erudita, começa a se desenvolver o minimalismo, a partir das obras de Philip Glass.
- Em 1963 surge o Clube da Esquina, importante conjunto musical mineiro, com Milton Nascimento e os irmãos Borges.
- Em 1964 o grupo feminino The Shangri-Las chega ao topo das paradas musicais britânica e norte-americana com os singles "Remember (Walking in the Sand)" e "Leader of the Pack".[5][6]
- Chega aos cinemas em 1964 o primeiro filme dos Beatles, A Hard Day's Night. No Brasil recebeu o nome Os Reis do Iê, Iê, Iê.
- Os Beatles fazem um show histórico no Shea Stadium, em 1965. Eram cerca de 55 000 pessoas.
- Em 1965 Elis Regina interpreta Arrastão, de Vinícius de Moraes e Edu Lobo, e com isso surge a MPB, ou Música Popular Brasileira, no Festival de Música Popular Brasileira da TV Record.
- O programa Jovem Guarda estreia em 1965, apresentado por Roberto Carlos, Erasmo Carlos e Wanderléa. O programa de tevê acaba gerando o movimento com o mesmo nome, onde os jovens tiveram pela primeira vez um espaço, lhes permitindo uma identidade própria, pois foi a primeira vez que se era dedicada aos adolescentes uma parte do cenário cultural.

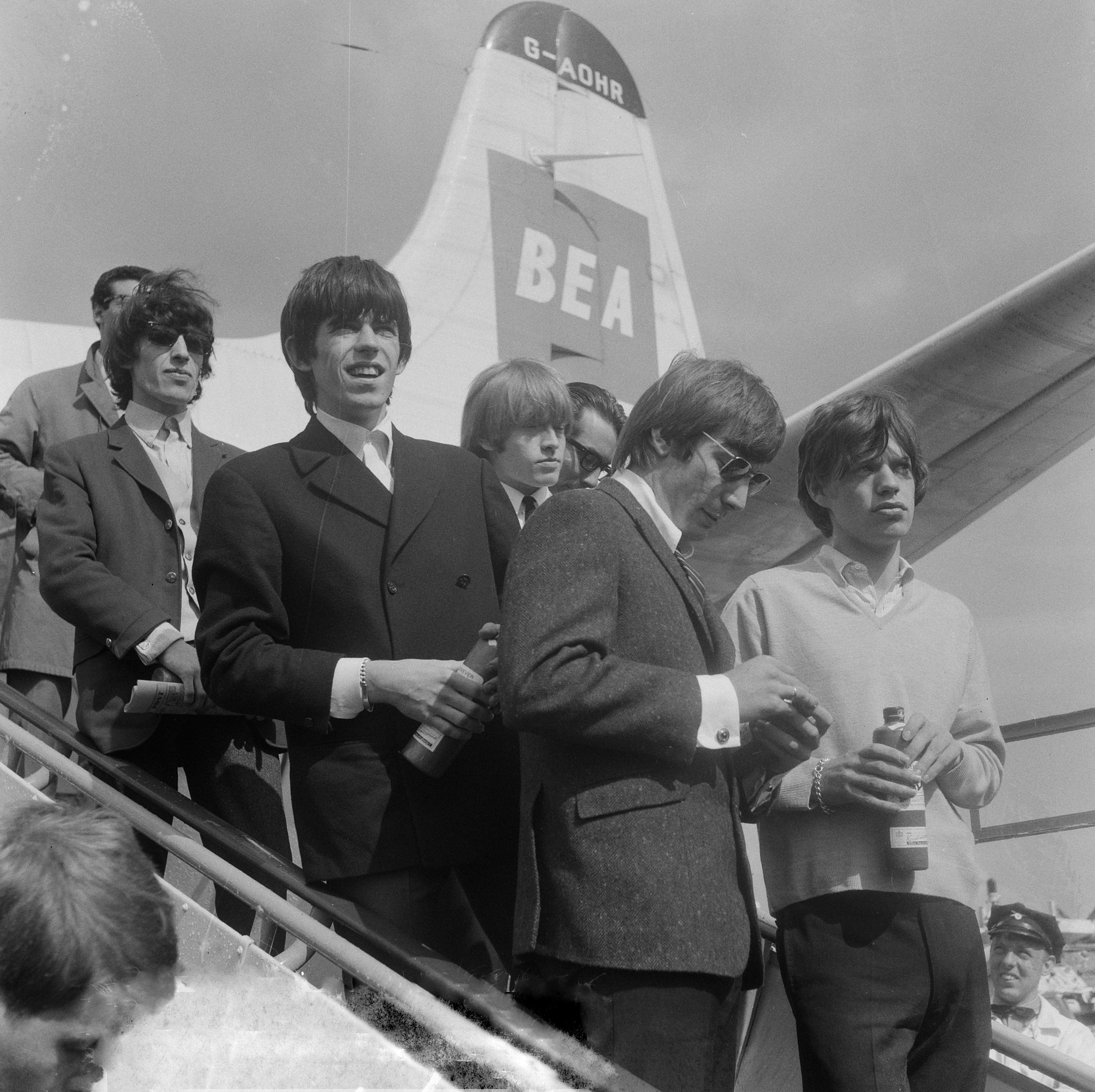
Rolling Stones, ao lado dos Beatles, foi uma das bandas mais importantes da década de 1960

- Em 1966, Chico Buarque se revela ao público brasileiro com a canção, "A Banda", interpretada por Nara Leão, durante o Festival de Música Popular Brasileira, transmitido pela TV Record (a canção empata em primeiro lugar com "Disparada" de Geraldo Vandré).
- Ainda em 1966 os Beatles anunciam que não fariam mais shows ao vivo, pois os arranjos das canções possuíam um grau de complexidade muito elevado, dificultando a execução das canções ao vivo, além do fato da histeria das fãs impossibilitar que eles conseguissem ouvir o que tocavam. Neste mesmo ano a banda lança o álbum Revolver, imortalizando canções como "Taxman", "Eleanor Rigby" e Here, there and everywhere".
- Em 1966, o grupo The Jackson 5 é formado pelos irmãos da família Jackson, o grupo não faz sucesso na década de 60, estourando apenas na década de 1970, mas foi o grupo que lançou Michael Jackson na carreira musical, quando o mesmo ainda era uma criança.
- Surge o Movimento Tropicália, em 1967. Com Caetano Veloso, Gilberto Gil e Gal Costa, além de Os Mutantes, Tom Zé e Torquato Neto.
- Em 1967 os Beatles lançam aquele que é considerado o melhor álbum da história: Sgt. Pepper's Lonely Hearts Club Band. O álbum se tornou um dos discos mais vendidos da história e tido como o mais influente.
- Ainda em 1967, surge o primeiro festival de rock Monterey Pop Festival, ou Festival Pop de Monterey, na California. Organizado por Lou Adler, John Phillips (The Mamas & The Papas) e Derek Taylor o festival foi a estreia de The Jimi Hendrix Experience, com Jimi Hendrix; Big Brother and the Holding Company, com Janis Joplin e Otis Redding.
- A banda The Doors lança seu primeiro álbum: The Doors, que incluía a música "Light my Fire", o maior sucesso do grupo.
- Os Beatles lançam o álbum branco, sendo esse um dos discos mais influentes da história do Rock.
- Em 1968, Geraldo Vandré lança a histórica música "Pra não dizer que não falei das flores", sendo logo depois censurada pelo AI-5.
- No mesmo ano de 1968, Elvis lança o especial de TV, Elvis NBC TV Special. O especial fez muito sucesso.
- Em janeiro de 1969, a banda The Beatles dá sua última performance pública, no telhado da Apple Records. A polícia interrompeu a performance, mas o show ficou na história.

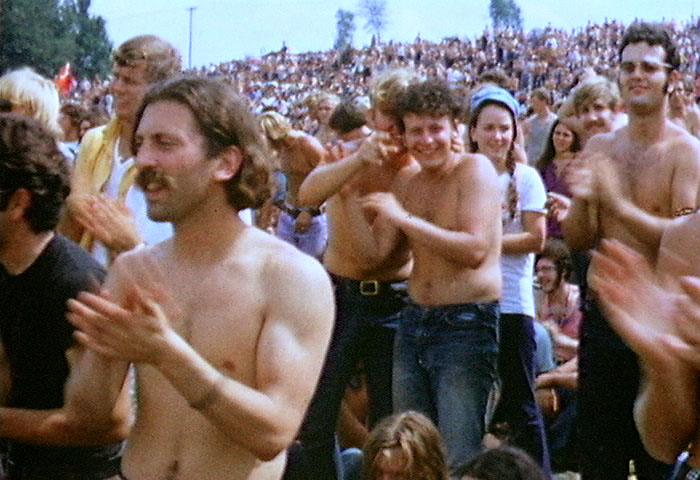
O primeiro dia do festival de Woodstock

- Em 1969 ocorre o Festival de Woodstock, nos Estados Unidos, com apresentações ao vivo de Jimi Hendrix, Creedence Clearwater Revival, The Who, Sly and Family Stone, Carlos Santana, entre outros lendários do rock clássico. O festival se tornou o símbolo da união entre Rock e paz e amor. Jovens se reuniam para desfrutar de três dias de paz, amor e música.
- Em 1969, o ex-integrante da banda Rolling Stones, Brian Jones é encontrado morto na piscina da sua casa em Sussex.
- Também em 1969, a banda The Doors lança o álbum The Soft Parade, com canções como Touch me.
- Em março de 1969, John Lennon e Yoko Ono realizaram o primeiro "Bed-in for Peace" no hotel Hilton em Amsterdam, nos Países Baixos. "Bed-ins" era conferências de imprensa em favor da paz, realizados em uma cama de hotel. Essas conferências ficaram famosas no mundo inteiro, como um dos símbolos da luta pela Paz.

### Televisão

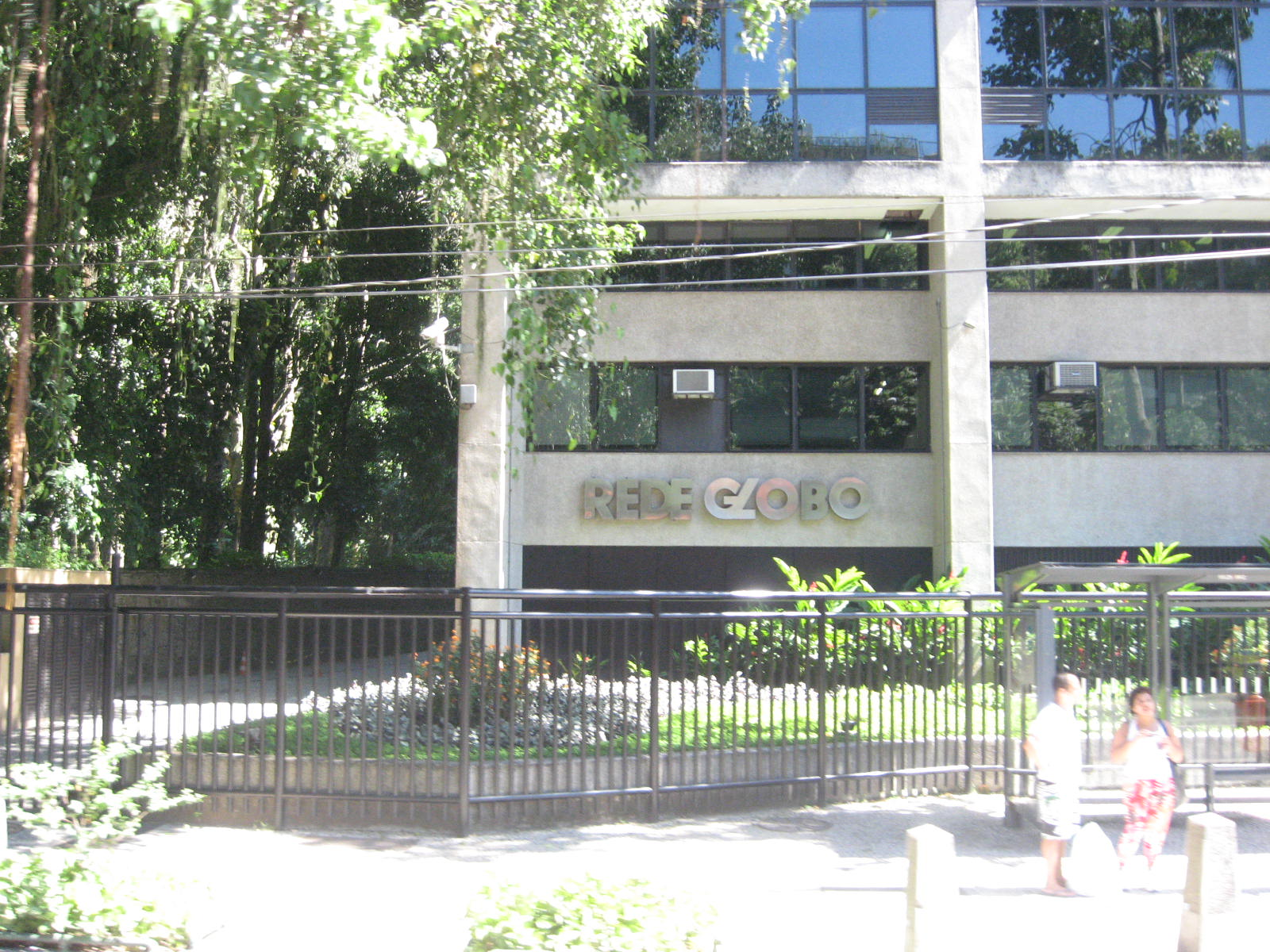
Edifício da Rede Globo no Rio de Janeiro

- Começam as transmissões de TV em cores no mundo.
- 1965 - A TV brasileira começa a utilizar a tecnologia do vídeo-tape, que permitiu a edição de programas televisivos, reduzindo o risco de erros, comuns nas exibições ao vivo.
- 26 de abril de 1965 - É inaugurada no Rio de Janeiro a Rede Globo de Televisão.
- A televisão passa a se tornar meio de comunicação em massa.
- 1967-1968 tornam-se os anos do auge dos festivais da canção, no Brasil, que eram uma forma alternativa de expressão político-ideológica da juventude, diante da repressão do regime militar.
- Beto Rockfeller, produção da Rede Tupi, revoluciona o formato da telenovela no Brasil, abandonando os diálogos e atuações dramáticas comuns do gênero e adotando uma linguagem mais dinâmica e mais próxima da realidade do público.[7]
- A TV Record lança o programa musical, "Jovem Guarda" (1965-1968), apresentado por Roberto Carlos, com Erasmo Carlos e Wanderléa.

### Filmes
- Em 1962 surge o filme "What Ever Happened to Baby Jane?" com Bette Davis e Joan Crowford.
- É filmado A Bout de Souffle (Acossado, título no Brasil), de Jean-Luc Godard, trazendo a bela Jean Seberg, atriz que se tornaria ícone de beleza da década. (isto é 1959)
- O clássico La Dolce Vita (no Brasil A Doce Vida), de Federico Fellini, com Anouk Aimée, Anita Ekberg e Marcello Mastroianni.
- O diretor Stanley Kubrick lança Dr. Strangelove (Doutor Fantástico), uma das maiores e mais duras críticas satíricas à Guerra Fria.
- Brigitte Bardot torna-se um dos maiores símbolos sexuais da década.
- A atriz Audrey Hepburn estrela Breakfast at Tiffany's (no Brasil Bonequinha de Luxo). O figurino de Hepburn para o filme é do estilista francês Givenchy.
- O filme brasileiro O Pagador de Promessas, adaptação do produtor, diretor e ator brasileiro Anselmo Duarte da peça homônima de Dias Gomes, recebe a Palma de Ouro do Festival de Cannes, na França. É a primeira vez que um filme brasileiro ganha o prêmio máximo do festival.
- Surge a série de filmes de James Bond, o espião 007, das novelas de Ian Fleming. O primeiro é Dr. No, no Brasil 007 Contra o Satânico Dr. No, com Sean Connery e a sensual Ursula Andress. No filme, a célebre cena de Andress usando um inesquecível biquíni branco saindo do mar.
- Blowup, de Michelangelo Antonioni, com Jane Birkin e Veruschka é um filme cheio de referências dos anos 60.
- Nesse ano também, ao som de Mrs Robinson, entre outros sucessos de Simon & Garfunkel, Dustin Hoffman vive um jovem universitário recém-formado que se inicia sexualmente com uma mulher mais velha, no clássico The Graduate, A Primeira Noite de um Homem no Brasil, de Mike Nichols.
- Belle de jour, um filme de Luis Buñuel, com Catherine Deneuve.
- A atriz Jane Fonda é Barbarella, a sensual heroína espacial do filme de homônimo de Roger Vadim.
- Easy Rider (Sem Destino), é um dos filmes mais vigorosos dos anos 60, de Peter Fonda, Dennis Hopper e Terry Southern, estrelando os próprios, Fonda e Hopper, e Jack Nicholson. O filme critica a intolerância e a vulgaridade da sociedade americana.

### Livros
Os jovens são influenciados pelas ideias de liberdade On The Road, livro do beatnik Jack Kerouac, da chamada geração beat, começavam a se opor à sociedade de consumo vigente.

## Dias históricos
- Guerra Fria - 3 de Janeiro de 1961: Os Estados Unidos cortam relações diplomáticas com Cuba.
- 12 de Abril de 1961: Cosmonauta russo Yuri Gagarin torna-se o primeiro homem a ir ao espaço.
- 25 de Agosto de 1961: Renúncia de Jânio Quadros. Crise política no Brasil, Ranieri Mazzilli assume interinamente.
- 5 de Agosto de 1962: Aos 36 anos, Marilyn Monroe é encontrada morta dentro de sua casa em Los Angeles.
- Guerra Fria - Crise dos mísseis de Cuba (16-28 de outubro de 1962) - um confronto quase militar entre os EUA e a União Soviética sobre a presença de mísseis soviéticos em Cuba. Após um bloqueio naval americano (quarentena) de Cuba, a União Soviética sob a liderança de Nikita Khrushchev concordou em remover seus mísseis de Cuba em troca dos EUA, removendo seus mísseis da Turquia.
- Guerra Fria - 8 de Fevereiro de 1963: A administração norte-americana de John F. Kennedy anuncia o embargo comercial à Cuba.
- 28 de Agosto de 1963: Líder negro norte-americano, Martin Luther King encabeça manifestação com mais de 200 mil pessoas em Washington á favor dos direitos civis dos negros nos Estados Unidos.
- 22 de Novembro de 1963: Assassinato de John F. Kennedy durante uma visita a Dallas, no Texas.
- 31 de Março e 1 de Abril de 1964: Golpe militar de 1964 no Brasil derruba o presidente João Goulart.
- Guerra Fria - 9 de Fevereiro de 1965: As primeiras forças de combate dos Estados Unidos são enviadas para o Vietnã do Sul. Começa a Guerra do Vietname.
- Guerra Fria - 9 de Outubro de 1967: Che Guevara é executado na Bolívia.
- 4 de Abril de 1968: Martin Luther King Jr. é assassinado.
- 13 de Dezembro de 1968: O General Arthur da Costa e Silva decreta o Ato Institucional N° 5, ou AI-5, no Brasil.
- 20 de Julho de 1969: Neil Alden Armstrong foi o primeiro homem a pisar na Lua, como comandante da missão Apollo 11.
- 26 de outubro de 1969: Enviada a primeira mensagem de e-mail entre computadores distantes.

## Personalidades

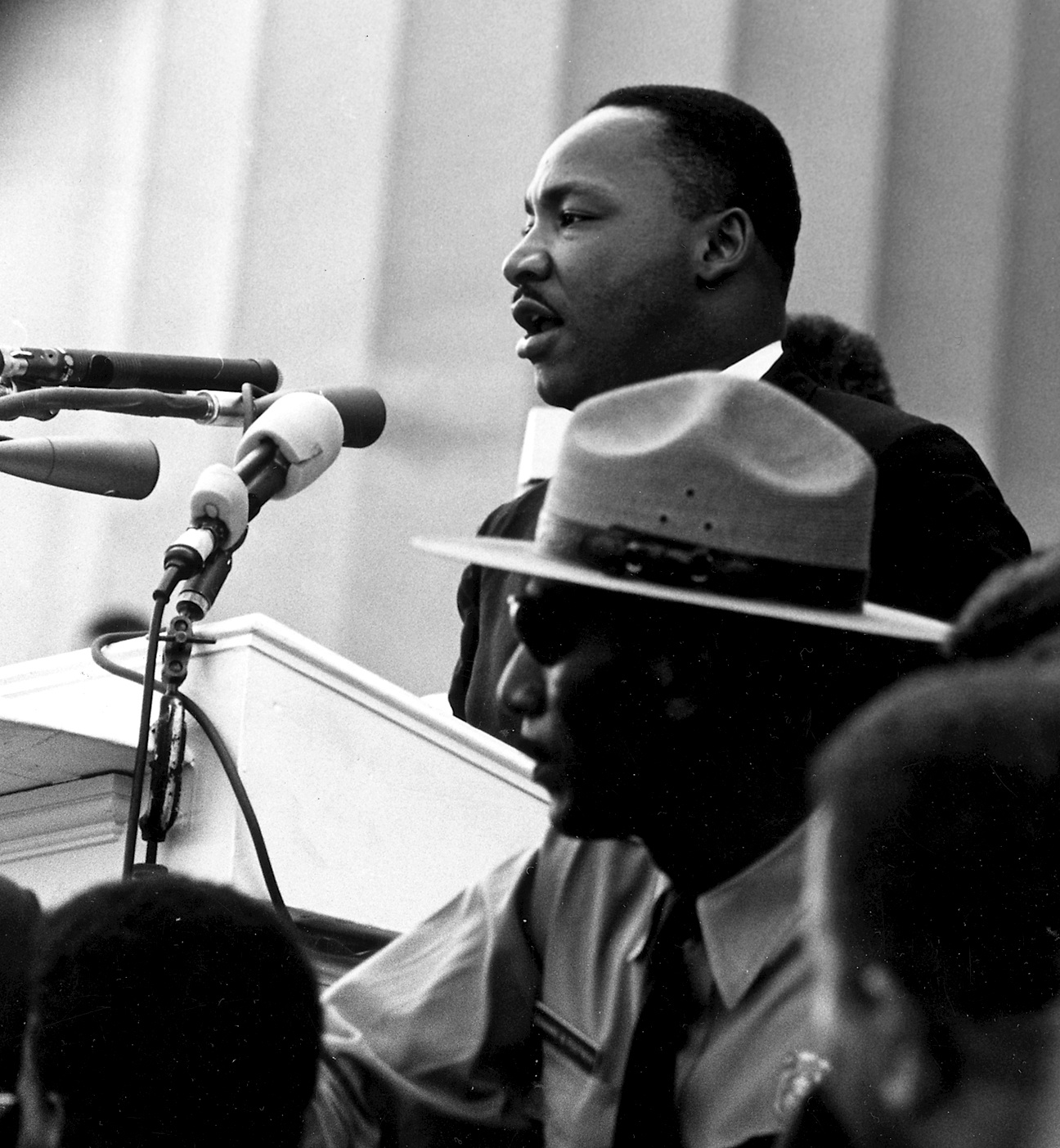
Martin Luther King Jr.

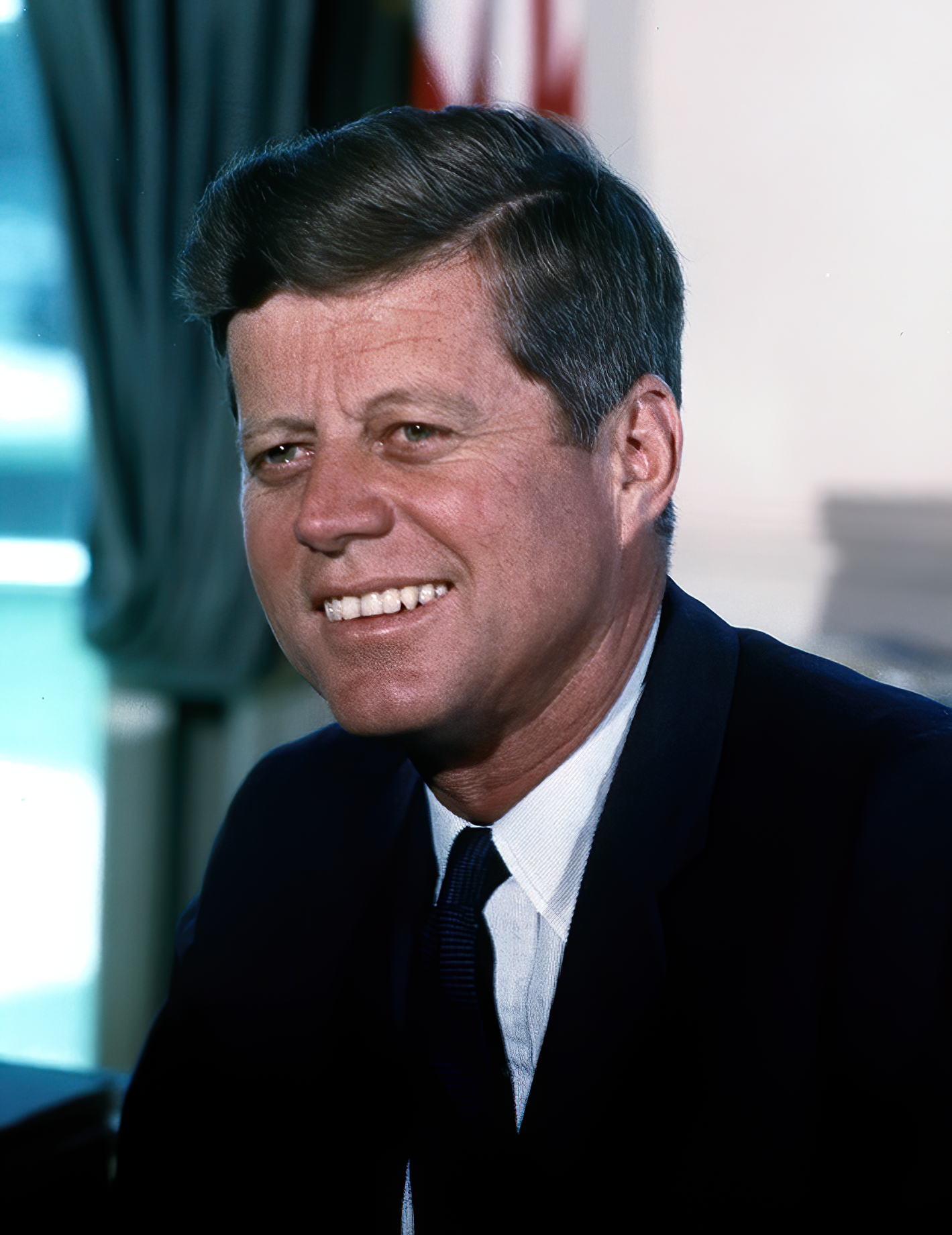
John F. Kennedy

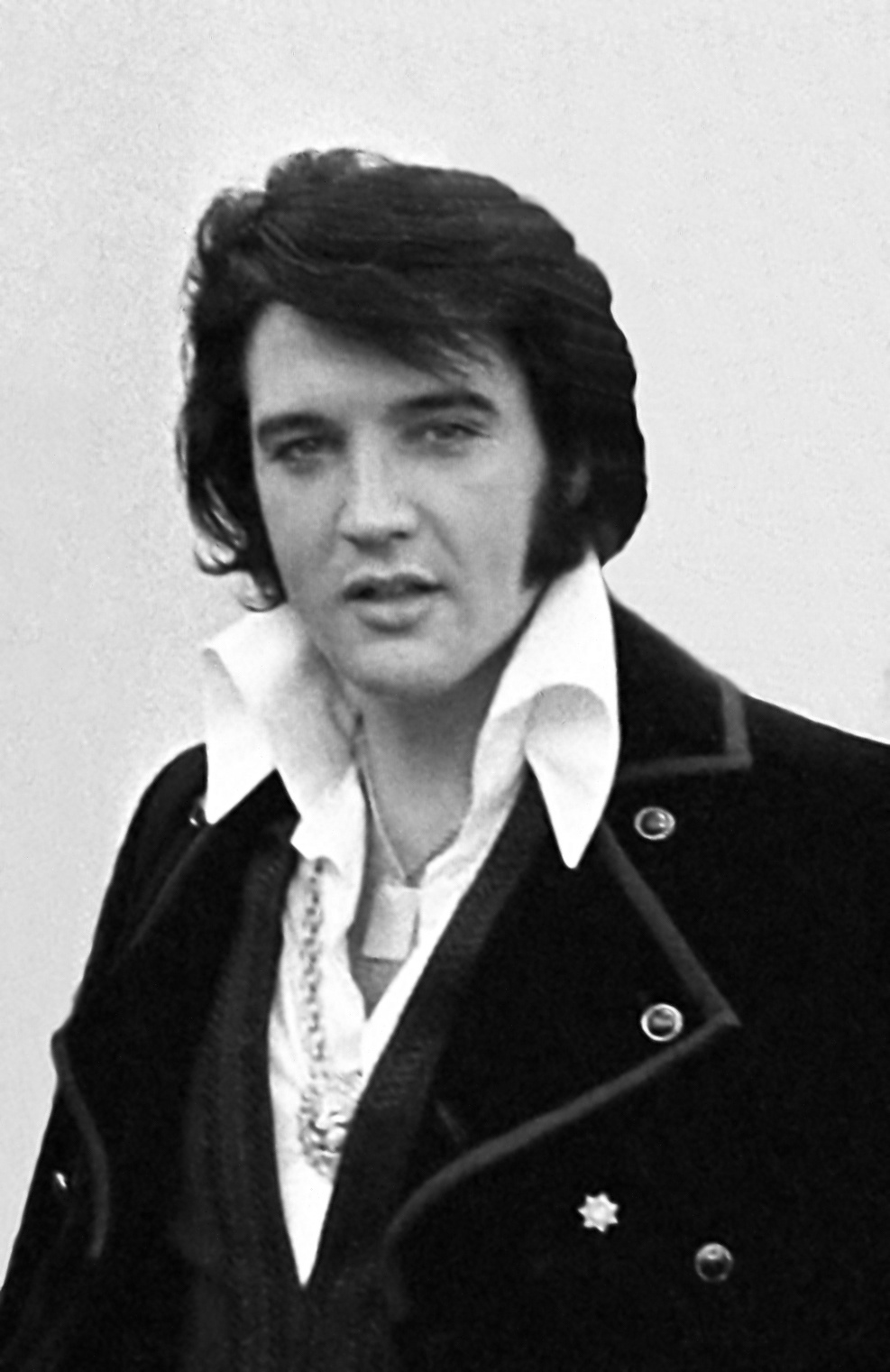
Elvis Presley

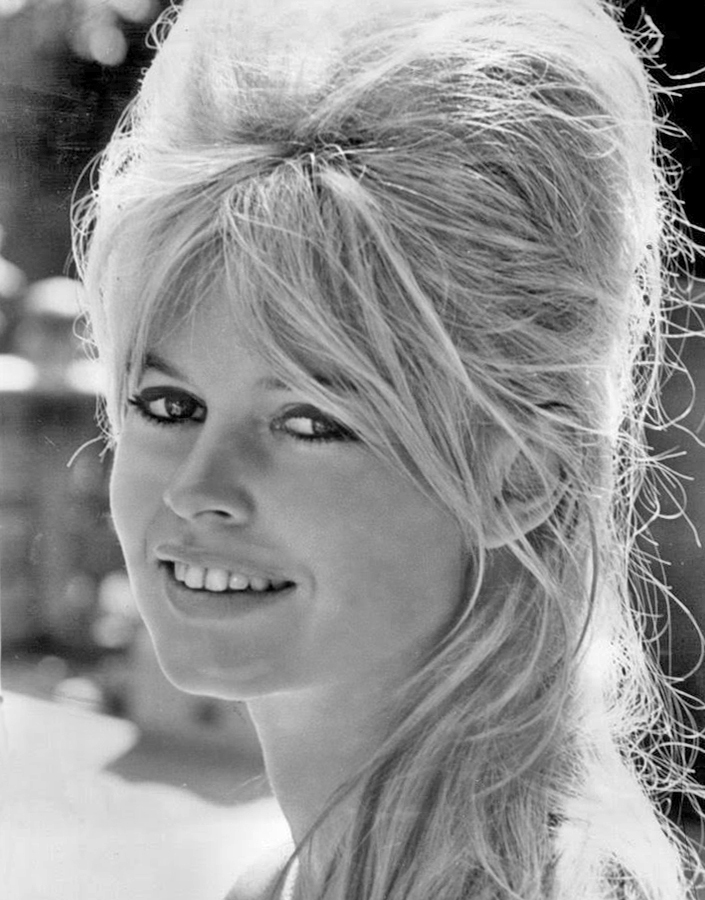
Brigitte Bardot

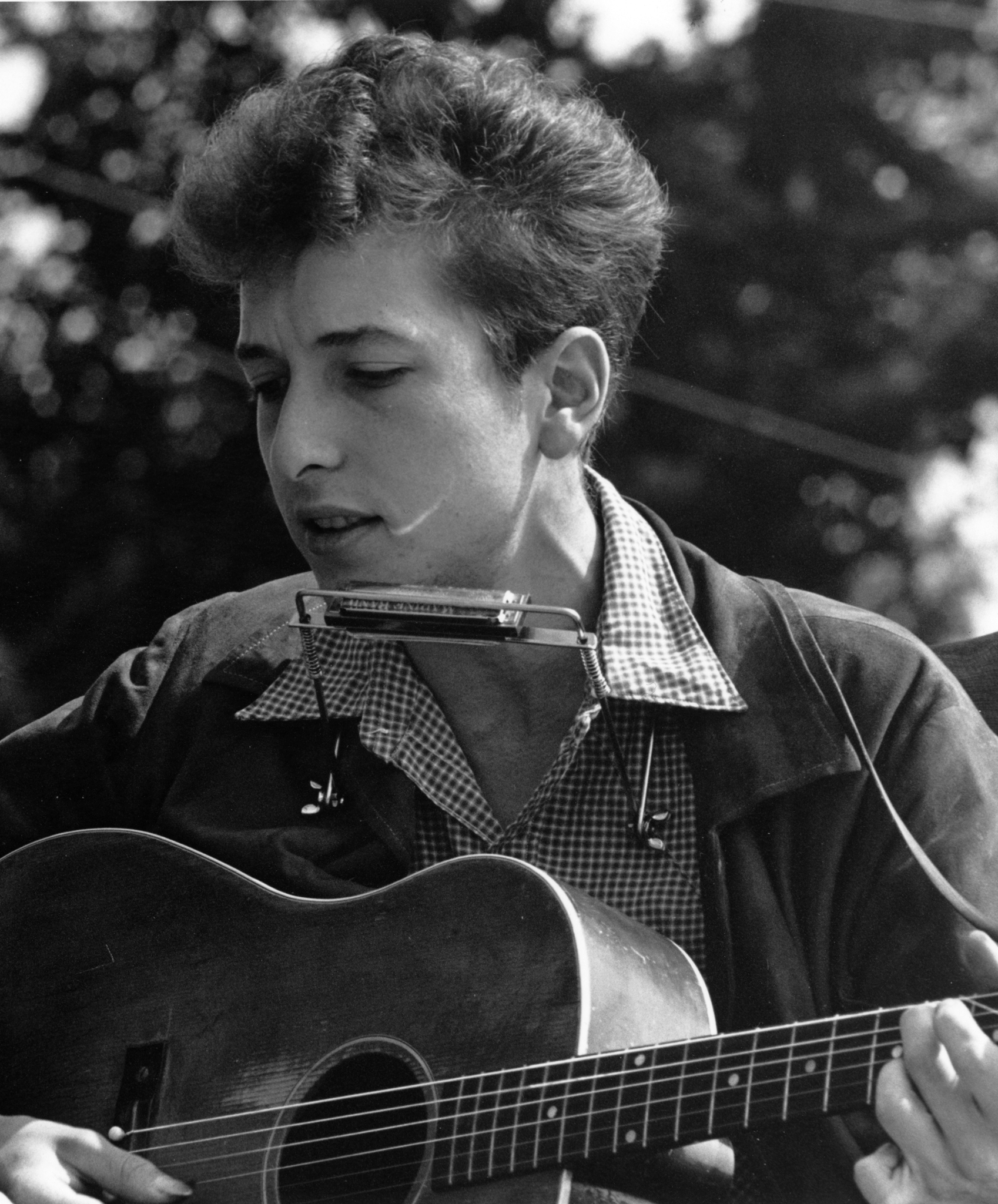
Bob Dylan

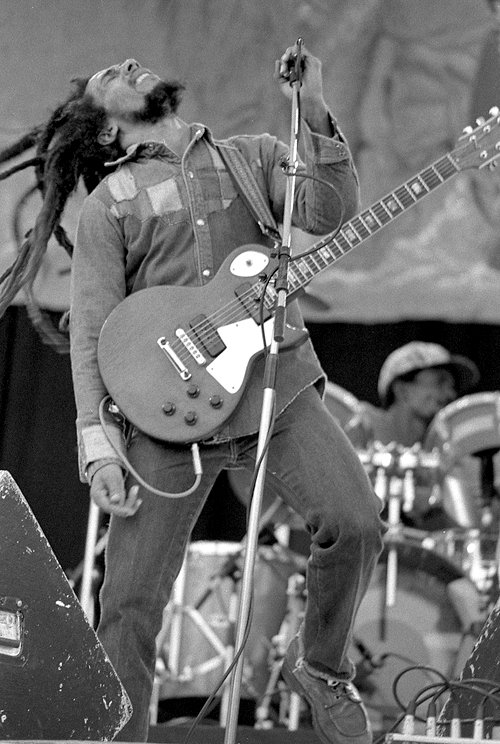
Bob Marley

### Líderes
- Konrad Adenauer, Chanceler da Alemanha Ocidental
- Ludwig Erhard, Chanceler da Alemanha Ocidental
- Kurt Georg Kiesinger, Chanceler da Alemanha Ocidental
- Charles de Gaulle, presidente da França
- Fidel Castro, presidente de Cuba
- Che Guevara, guerrilheiro, político, jornalista, escritor e médico argentino-cubano
- Hirohito, imperador do Japão
- Indira Gandhi, primeira-ministra da Índia
- Dwight D. Eisenhower, presidente dos Estados Unidos
- John F. Kennedy, presidente dos Estados Unidos
- Lyndon Johnson, presidente dos Estados Unidos
- João Goulart, presidente do Brasil
- Castelo Branco, presidente do Brasil
- Leonid Brejnev, líder da União Soviética
- Nikita Kruschev, líder da União Soviética
- Levi Eshkol, primeiro-ministro de Israel
- Martin Luther King, ativista negro do Movimento dos Direitos Civis nos Estados Unidos
- Stokely Carmichael, ativista negro do Movimento dos Direitos Civis nos Estados Unidos
- Gamal Abdel Nasser, presidente do Egito
- Mao Tsé-Tung, líder da China
- Kim Il-sung, ditador da Coreia do Norte
- Papa João XXIII, Papa da Igreja Católica
- Papa Paulo VI, Papa da Igreja Católica
- Rainha Elisabete II, rainha da Grã-Bretanha
- Harold Wilson, primeiro-ministro da Grã-Bretanha
- Harold Macmillan, primeiro-ministro da Grã-Bretanha

### Artistas
- Allen Ginsberg, escritor e poeta estadunidense.
- Andy Warhol, pintor, empresário e cineasta estadunidense.
- Aretha Franklin, cantora estadunidense.
- Audrey Hepburn, atriz e humanitária britânica.
- Baden Powell, tenente-general do Exército Britânico, fundador do escotismo.
- Beach Boys, banda de rock dos Estados Unidos.
- Bee Gees, trio de música pop do Reino Unido.
- Bob Marley, cantor, guitarrista e compositor jamaicano.
- Bob Dylan, compositor, cantor, pintor, ator e escritor estadunidense.
- Brigitte Bardot, atriz francesa, atualmente é ativista.
- Caetano Veloso, músico, produtor, arranjador e escritor brasileiro
- Celly Campello, cantora brasileira.
- Chacrinha, radialista e apresentador de televisão brasileiro
- Chico Buarque, músico, dramaturgo e escritor brasileiro.
- Diana Ross & The Supremes, grupo musical feminino dos Estados Unidos
- Dorival Caymmi, cantor, compositor, violonista, pintor e ator brasileiro.
- Elis Regina, cantora brasileira
- Elvis Presley, músico e ator estadunidense.
- Erasmo Carlos, cantor e compositor, músico multi - instrumentista e escritor brasileiro.
- Francisco Cuoco, ator brasileiro
- Frank Sinatra, cantor, ator, e produtor estadunidense.
- Gal Costa, cantora brasileira
- Geraldo Vandré, advogado, cantor, compositor, poeta e violonista brasileiro.
- Hebe Camargo, apresentadora, cantora, radialista, humorista e atriz brasileira.
- Janis Joplin, cantora e compositora estadunidense.
- Jefferson Airplane, banda de rock dos Estados Unidos
- Jim Morrison, cantor, compositor e poeta estadunidense.
- Jimi Hendrix, guitarrista, cantor e compositor estadunidense.
- Jimmy Page, músico, produtor musical e compositor britânico
- Joe Cocker, cantor britânico
- Johnny Rivers, cantor, compositor, produtor e guitarrista de rock 'n' roll estadunidense.
- Joseph Beuys, artista de performance, happening e fluxus alemão, bem como um escultor, artista de instalação, artista gráfico, teórico da arte e pedagogo
- Julie Andrews, atriz, cantora, dançarina, diretora teatral e escritora britânica.
- Led Zeppelin, banda de rock do Reino Unido.
- Leila Diniz, atriz brasileira
- Leno e Lilian, dupla de cantores brasileiros, faziam parte da Jovem Guarda.
- Lima Duarte, ator, diretor de telenovela, radialista, dublador e apresentador brasileiro.
- Mary Weiss, cantora estadunidense.
- Maria Bethânia, cantora e compositora brasileira
- Marilyn Monroe, atriz e modelo estadunidense.
- Maysa Matarazzo, cantora contralto, compositora e atriz brasileira.
- Milton Nascimento, cantor e compositor brasileiro
- Nam June Paik, compositor e videoartista sul-coreano
- Os Mutantes, banda de rock do Brasil
- Pink Floyd, banda de rock do Reino Unido
- Ray Charles, cantor estadunidense, também saxofonista e pianista de soul, R&B e jazz
- Regina Duarte, atriz brasileira
- Rita Pavone, cantora, intérprete e atriz italiana.
- Roberto Carlos, cantor e compositor brasileiro
- Rod Stewart, cantor e compositor britânico
- Ronnie Von, apresentador, cantor, compositor, músico, ator, sommelier e escritor brasileiro.
- Sílvio Santos, apresentador de televisão e empresário brasileiro
- Sérgio Cardoso, ator brasileiro
- Sonny & Cher, dupla estadunidense de música pop
- Susana Vieira, atriz brasileira
- The Beatles, banda de rock do Reino Unido.
- The Doors, banda de rock dos Estados Unidos.
- The Shangri-Las, grupo pop feminino dos Estados Unidos.
- Tina Turner, cantora, compositora, dançarina e atriz estadunidense.
- The Mamas & The Papas, grupo vocal de folk rock dos Estados Unidos
- The Monkees, um grupo pop masculino dos Estados Unidos
- The Rolling Stones, banda de rock do Reino Unido.
- Tom Jobim, compositor, maestro, pianista, cantor, arranjador e violonista brasileiro.
- Vinicius de Moraes, poeta, dramaturgo, jornalista, diplomata, cantor e compositor brasileiro.
- Yoko Ono, compositora, cantora e artista plástica vanguardista japonesa
- Wanderléa, cantora brasileira.
- Wilson Simonal, cantor brasileiro
- Wolf Vostell, pintor e escultor alemão